# Kanton Ernée
Der Kanton Ernée ist seit 1801 ein französischer Wahlkreis im Arrondissement Mayenne, im Département Mayenne und in der Region Pays de la Loire; sein Hauptort ist Ernée.

## Geschichte
Der Kanton entstand aus dem Zusammenschluss von Gemeinden, die bis dahin zu den Kantonen Ernée, Montaudin und Saint-Denys-de-Gastines (heute Saint-Denis-de-Gastines) gehörten. 

## Gemeinden
Der Kanton besteht aus 15 Gemeinden mit insgesamt 20.342 Einwohnern (Stand: 1. Januar 2022) auf einer Gesamtfläche von 479,15 km²:
| Gemeinde                   | Einwohner 1. Januar 2022 | Fläche km² | Dichte Einw./km² | Code INSEE | Postleitzahl |
| -------------------------- | ------------------------ | ---------- | ---------------- | ---------- | ------------ |
| Andouillé                  | 2.324                    | 36,54      | 64               | 53005      | 53240        |
| Chailland                  | 1.173                    | 35,86      | 33               | 53048      | 53420        |
| Ernée                      | 5.511                    | 36,53      | 151              | 53096      | 53500        |
| Juvigné                    | 1.332                    | 62,16      | 21               | 53123      | 53380        |
| La Baconnière              | 1.964                    | 27,36      | 72               | 53015      | 53240        |
| La Bigottière              | 490                      | 18,40      | 27               | 53031      | 53240        |
| La Croixille               | 633                      | 19,91      | 32               | 53086      | 53380        |
| La Pellerine               | 296                      | 8,18       | 36               | 53177      | 53220        |
| Larchamp                   | 1.012                    | 40,17      | 25               | 53126      | 53220        |
| Montenay                   | 1.307                    | 37,20      | 35               | 53155      | 53500        |
| Saint-Denis-de-Gastines    | 1.440                    | 48,01      | 30               | 53211      | 53500        |
| Saint-Germain-le-Guillaume | 513                      | 13,23      | 39               | 53225      | 53240        |
| Saint-Hilaire-du-Maine     | 808                      | 31,06      | 26               | 53226      | 53380        |
| Saint-Pierre-des-Landes    | 927                      | 40,90      | 23               | 53245      | 53500        |
| Vautorte                   | 612                      | 23,64      | 26               | 53269      | 53500        |
| Kanton Ernée               | 20.342                   | 479,15     | 42               | 5305       | –            |

Bis zur landesweiten Neugliederung der Kantone im März 2015 bestand der Kanton Ernée aus den sechs Gemeinden Ernée (Hauptort), La Pellerine, Larchamp, Montenay, Saint-Denis-de-Gastines und Vautorte. Sein Zuschnitt entsprach einer Fläche von 193,73 km2. Er besaß vor 2015 einen anderen INSEE-Code als heute, nämlich 5310.

## Bevölkerungsentwicklung
| 1962   | 1968   | 1975   | 1982   | 1990   | 1999   | 2006   | 2021   |
| ------ | ------ | ------ | ------ | ------ | ------ | ------ | ------ |
| 10.517 | 10.556 | 10.821 | 11.208 | 11.208 | 10.666 | 10.834 | 20.479 |